# 中國人民解放軍陸軍第六十三集團軍
中國人民解放軍陸軍第六十三集團軍是中国人民解放军陆军曾经存在的一个集團軍。

## 历史概述
第63軍是1949年1月根据中央军委1948年11月1日发布的《关于统一全军组织及部队番号的规定》  在晋察冀野战军第3纵队基礎上成立的，該部隊可追溯到1945年组建的冀中纵队。国共内战期間該軍參與了平津战役。
1951年2月，第63軍进入朝鲜民主主義人民共和國參加朝鲜战争。在朝鲜期间，該部隊参加了抗美援朝第五次战役和铁原阻击战，在此期间，該军伤亡惨重，但阻止了联合国軍的进攻。1953年10月，第63軍回到中華人民共和國，驻守河北省石家庄市。 
1960年4月，改组为陸軍第63軍。1966年12月，文化大革命爆发后，部隊來到北京市，驻守西城区执行安全保卫任务。不久回到了军营。1967年1月至1969年3月，陸軍第63軍派出了一支由1579人組成的高炮分队前往越南民主共和国参加越南战争。 1969年11月10月28日，陸軍第63軍前往山西省太原市驻扎直至被裁撤。1969年11月，宋双来、刘信被任命为军副政治委员，余洪信被任命为副军长。
1985年9月，陸軍第63軍改组为陸軍第63集團軍。
1989年5月18日起，陸軍第63集團軍步兵第187师和步兵第188师以及其他該集團軍的一些人被調往北京負責戒严和镇压天安门广场抗议活动，陸軍第63集團軍共派出人员10000人，车辆676辆參與鎮壓。1989年6月4日，陸軍第63集團軍通信团第2营第4连第1排排长刘国庚在北京西单被示威者杀害。在他死后，他的尸體被示威群眾烧毁。後來他被追授为“共和国卫士”。 镇压結束后，陸軍第63集團軍步兵第187师于1989年7月18日返回部隊营房，而陸軍第63集團軍步兵第188师的主力则留在北京直到1990年10月。 
1996年，陸軍第63集團軍步兵第187师划归中国人民武装警察部队第187师管辖。
1998年，步兵第189师缩减为摩步第189旅。陸軍第63集团军坦克旅被裁撤。
2003年，中國人民解放軍陸軍第六十三集團軍裁撤。摩步第188师被缩减为机械化步兵第188旅，摩步第189旅被裁撤。所有剩余的部队都被转移到中国人民解放军陆军第二十七集团军之下。 

## 编制
1985年，陆军第六十三军改制为陆军第六十三集团军，下辖步兵第一八七师、摩托化步兵第一八八师、摩托化步兵第一八九师、炮兵旅（炮兵第十六师缩编而成）和高炮旅，并组建坦克旅。1996年，步兵第一八七师转隶武警；1998年摩步第一八九师缩编为摩步第一八九旅，原六十三集团军坦克旅被撤销，编入新的装甲旅（由坦克第七师缩编而成）。2003年撤编前，陆军第六十三集团军下辖：
- 直属分队：
  - 通信团
  - 工兵团
  - 司机卫生员训练大队
  - 教导大队
- 摩托化步兵第一八八师
- 摩托化步兵第一八九旅
- 装甲旅
- 炮兵旅
- 高炮旅

## 历任军首长
- 军长
  - 杨成武
  - 郑维山
  - 傅崇碧
  - 阎同茂（1970.12-)
- 军政委
  - 曹步墀(1971年7月13日-)
- 副军长
  - 曹步墀(1966年7月-1971年7月13日)兼参谋长
  - 阎同茂(1966年7月-1970年12月)
  - 余洪信(1969.11-)
- 副政委
  - 杨兆魁
  - 田荫东
  - 宋双来(1969.11-)
  - 刘信(1969.11-)